# Орест Јерусалимски
Патријарх Орест (грч. Ορεστης)) је био православни патријарх Јерусалима и све палиестине (986-1006).
У младости је био монах василијанског реда у јужној Италији. Уз помоћ своје сестре, конкубине фатимидског халифе Ал-Азиза Билаха (955; † 996), Орест је 986. године изабран за патријарха Јерусалима. Године 1000. био је члан дипломатске мисије у Цариграду ради преговора са Византијским царством. Вероватно је тамо и умро.
Његов брат Арсеније, који је био уздигнут за патријарха Александрије, такође је владао Јерусалимском патријаршијом после Орестове смрти до његове смрти 1010. године.